# سهره جنگلی مادیرا
سهره جنگلی مادیرا (نام علمی: Fringilla coelebs maderensis) نام یک زیرگونه از گونه سهره جنگلی است.